# Mārtiņš Mazūrs
Mārtiņš Mazūrs (* 28. Februar 1908 in Vircava, Jelgava; † 30. April 1995 in Bauska) war ein lettischer Radrennfahrer.

## Sportliche Laufbahn
Mazūrs nahm an den Olympischen Sommerspielen 1936 in Berlin teil. Bei den Spielen schied er im olympischen Straßenrennen beim Sieg von Robert Charpentier aus. Die lettische Mannschaft kam nicht in die Mannschaftswertung.
Er war mehrfacher Straßenmeister der lettischen Region Semgallen.
Neben dem Radsport war er auch in den Sportarten Eiskunstlauf, Motorsport, Boxen aktiv.

## Berufliches
Zunächst war er als Maler tätig. Nach Beendigung seiner sportlichen Laufbahn arbeitete er als Trainer im Radsport.